# Barceloneta (Porto Rico)
Barceloneta ("piccola Barcellona") è una città di Porto Rico, situata sulla costa settentrionale dell'isola. L'area comunale confina a ovest con Arecibo, a est con Manatí e a sud con Florida. È bagnata a nord dalle acque dell'oceano Atlantico. Il comune, che fu fondato nel 1881, oggi conta una popolazione di quasi 23.000 abitanti ed è suddiviso in 4 circoscrizioni (barrios).